# Urville (Calvados)
Urville ist eine französische Gemeinde mit 761 Einwohnern (Stand: 1. Januar 2022) im Département Calvados in der Region Normandie; sie gehört zum Arrondissement Caen und zum Kanton Le Hom. Die Einwohner werden Urvillais genannt.

## Geographie
Urville liegt etwa 19 Kilometer südsüdöstlich von Caen am Laize. Umgeben wird Urville von den Nachbargemeinden Gouvix im Norden und Westen, Cauvicourt im Nordosten, Bretteville-le-Rabet im Osten, Grainville-Langannerie im Süden und Südosten, Saint-Germain-le-Vasson im Süden sowie Barbery im Südwesten.

## Bevölkerungsentwicklung
| Jahr                       | 1962 | 1968 | 1975 | 1982 | 1990 | 1999 | 2006 | 2019 |
| Einwohner                  | 470  | 484  | 501  | 543  | 519  | 478  | 460  | 700  |
| Quellen: Cassini und INSEE |      |      |      |      |      |      |      |      |

## Sehenswürdigkeiten
- Kirche Notre-Dame, 1604 bis 1606 (?) gebaut, seit 1932 Monument historique
- Herrenhaus von Urville aus dem 14. Jahrhundert, seit 1929 Monument historique

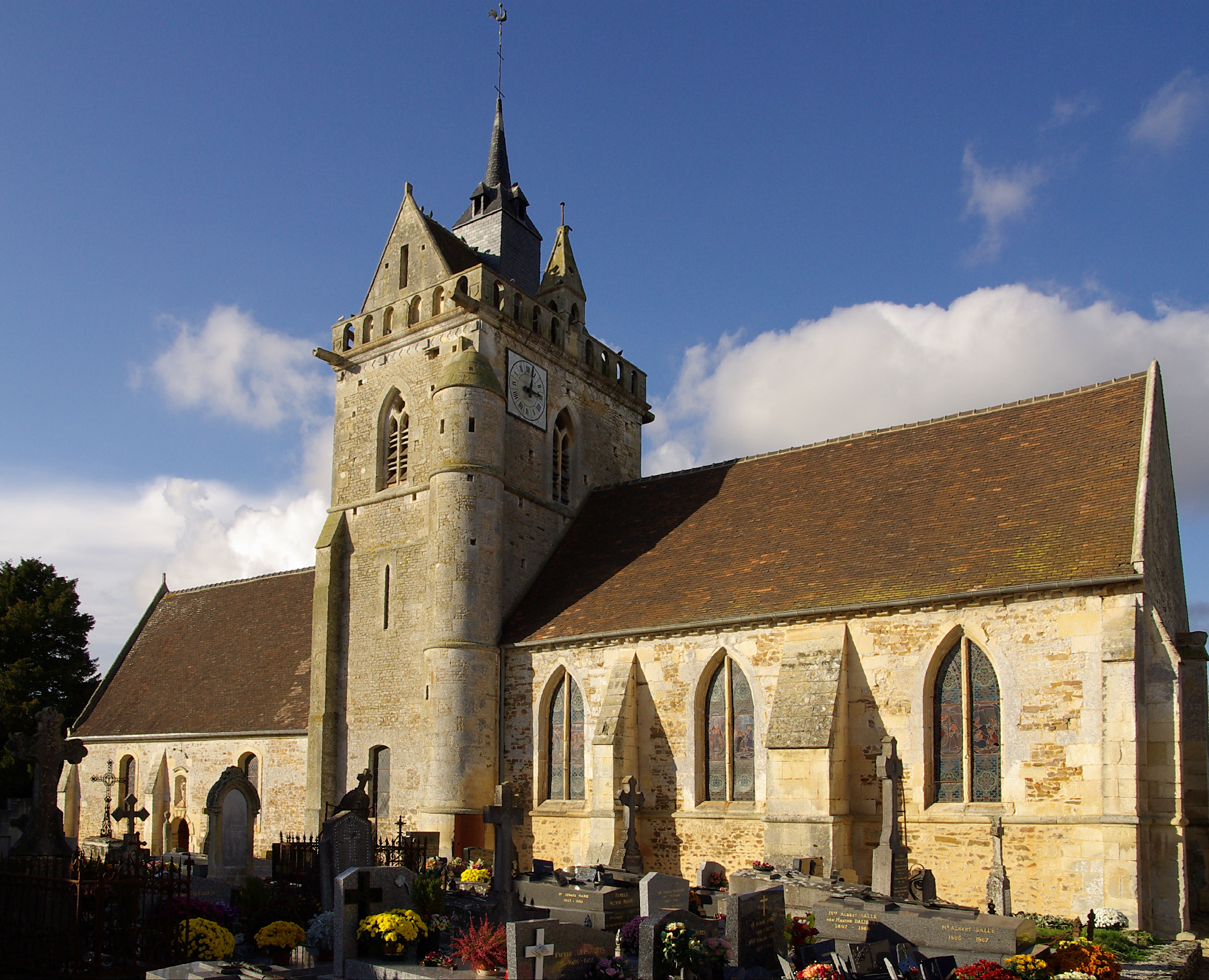
Kirche Notre-Dame
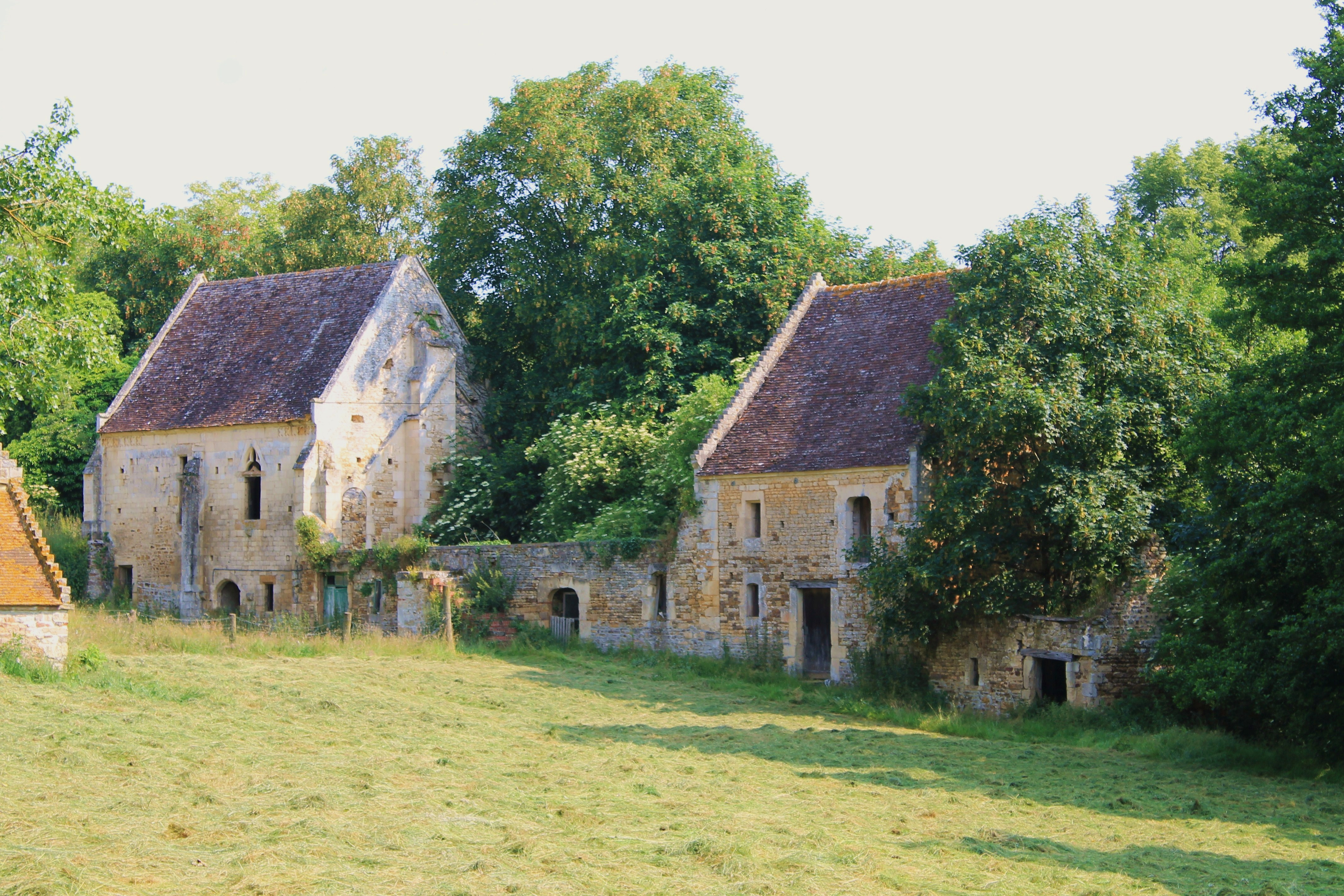
Kapelle des Herrenhauses von Urville